# Nate Landwehr
Nate Landwehr (Clarksville, Tennessee, 6 de junio de 1988) es un artista marcial mixto estadounidense que compite en la división de peso pluma de Ultimate Fighting Championship.

## Antecedentes
Landwehr nació y creció en Tennessee y asistió a la Escuela Secundaria Rossview. Después del instituto, Landwehr asistió al Colegio Comunitario de Highland durante dos años académicos, donde corrió en pista con beca.

## Carrera en las artes marciales mixtas

### Carrera temprana
Landwehr acumuló un récord de 8-2 en el circuito estatal antes de firmar con M-1 Global.

### M-1 Global
Landwehr hizo su debut en la promoción contra Mijaíl Korobkov en M-1 Challenge 83 - Ragozin vs. Halsey el 23 de septiembre de 2017. Ganó el combate por nocaut en el segundo asalto.
Hizo su segunda aparición en M-1 contra Viktor Kolesnik en M-1 Challenge 85: Ismagulov vs. Matias el 10 de noviembre de 2017. Ganó el combate por decisión dividida.

#### Campeonato Mundial de Peso Pluma de M-1
Landwehr estaba programado para desafiar a Khamzat Dalgiev por el Campeonato Mundial de Peso Pluma de M-1 en M-1 Challenge 91 - Swain vs. Nuertiebieke el 12 de mayo de 2018. Sin embargo, el evento fue cancelado por razones desconocidas. El combate se volvió a reservar más tarde para tener lugar en M-1 Challenge 95 - Battle in the Mountains 7 el 21 de julio de 2018. Landwehr ganó el campeonato a través de un nocaut técnico en el segundo asalto.
En su segunda defensa del título, Landwehr se enfrentó a Andrey Lezhnev el 15 de diciembre de 2018 en M-1 Challenge 100. Ganó el espectacular combate por un TKO en el tercer asalto.
En su tercera defensa, Landwehr se enfrentó a Viktor Kolesnik el 28 de junio de 2019 en M-1 Challenge 102. Ganó el combate por decisión unánime.

### Ultimate Fighting Championship
Nate debutó en la UFC contra el también debutante Herbert Burns en UFC Fight Night: Blaydes vs. dos Santos el 25 de enero de 2020. Perdió el combate por nocaut en el primer asalto.
Landwehr se enfrentó a Darren Elkins el 16 de mayo de 2020 en UFC on ESPN: Overeem vs. Harris. Ganó el combate por decisión unánime.
Landwehr tenía previsto enfrentarse a Movsar Evloev el 5 de diciembre de 2020 en UFC on ESPN: Hermansson vs. Vettori. Sin embargo, horas antes de la salida se canceló después de que Movsar diera positivo por COVID-19.
Landwehr se enfrentó a Julian Erosa el 20 de febrero de 2021 en UFC Fight Night: Blaydes vs. Lewis. Perdió el combate por nocaut técnico en el primer asalto.
Landwehr estaba programado para enfrentarse a Makwan Amirkhani el 5 de junio de 2021 en UFC Fight Night: Rozenstruik vs. Sakai. Sin embargo, Landwehr fue retirado del evento debido a una lesión.
Landwehr se enfrentó a Ľudovít Klein el 16 de octubre de 2021 en UFC Fight Night: Ladd vs. Dumont. Ganó el combate por sumisión en el tercer asalto. Esta victoria le valió el premio a la Actuación de la Noche.
Landwehr estaba programado para enfrentar a Lerone Murphy el 26 de marzo de 2022 en UFC Fight Night: Blaydes vs. Daukaus.  Sin embargo, Murphy se retiró de la pelea por razones no reveladas y fue reemplazado por David Onama.  A su vez, Landwehr tuvo que retirarse de la pelea y la pelea fue descartada. 
Landwehr estaba programado para enfrentarse a Zubaira Tukhugov el 6 de agosto de 2022 en UFC on ESPN: Santos vs. Hill.  Sin embargo, Tukhugov se retiró debido a dificultades para obtener una visa y fue reemplazado por David Onama en UFC on ESPN: Vera vs. Cruz solo una semana después.  Landwehr ganó la pelea por decisión mayoritaria.  Esta pelea le valió el premio Pelea de la Noche . 
Landwehr estaba programado para enfrentar a Alex Caceres el 25 de marzo de 2023 en UFC on ESPN 43.  Sin embargo, Cáceres se retiró debido a una razón no revelada y fue reemplazado por Austin Lingo.  Landwehr ganó la pelea mediante una sumisión al final del segundo asalto.  Esta victoria le valió el premio Actuación de la noche. 
Landwehr se enfrentó a Dan Ige el 10 de junio de 2023 en UFC 289.  Perdió la pelea por decisión unánime. 
Landwehr estaba programado para enfrentarse a Pat Sabatini el 30 de marzo de 2024 en UFC on ESPN 54.  Sin embargo, Sabatini se retiró por razones desconocidas y fue reemplazado por Jamall Emmers.  Landwehr ganó la pelea por nocaut en el primer asalto.  Esta victoria le valió el bono Actuación de la noche . 

## Campeonatos y logros

### Artes marciales mixtas
- Ultimate Fighting Championship
  - Actuación de la Noche (tres veces) vs. Ľudovít Klein Austin Lingo y Jamall Emmers[33][22][39]
  - Pelea de la Noche (una vez) vs. David Onama[29]

- M-1 Global
  - Campeonato Mundial de Peso Pluma de M-1 (una vez)[40]
    - Dos defensas exitosas del título
- Gladiators of the Cage
  - Campeonato de Peso Pluma de GOTC (una vez)
- 3FC
  - Campeonato de Peso Pluma de 3FC (una vez)

## Récord en artes marciales mixtas
| Resultado | Récord | Oponente         | Método                                  | Evento                                           | Fecha                    | Ronda | Tiempo | Localización                  | Notas                                            |
| --------- | ------ | ---------------- | --------------------------------------- | ------------------------------------------------ | ------------------------ | ----- | ------ | ----------------------------- | ------------------------------------------------ |
| Victoria  | 18-5   | Jamall Emmers    | KO (golpes)                             | UFC on ESPN: Blanchfield vs. Fiorot              | 30 de marzo de 2024      | 1     | 4:43   | Atlantic City, Nueva Jersey   | Actuación de la Noche.                           |
| Derrota   | 17-5   | Dan Ige          | Decisión (unánime)                      | UFC 289                                          | 10 de junio de 2023      | 3     | 5:00   | Vancouver, British Columbia   |                                                  |
| Victoria  | 17-4   | Austin Lingo     | Sumisión (rear-naked choke)             | UFC on ESPN: Vera vs. Sandhagen                  | 25 de marzo de 2023      | 2     | 4:11   | San Antonio, Texas            | Actuación de la Noche.                           |
| Victoria  | 16-4   | David Onama      | Decisión (Mayoritaria)                  | UFC on ESPN: Vera vs. Cruz                       | 13 de agosto de 2022     | 3     | 5:00   | San Diego, California         | Pelea de la Noche.                               |
| Victoria  | 15-4   | Ľudovít Klein    | Sumisión (estrangulamiento de anaconda) | UFC Fight Night: Ladd vs. Dumont                 | 16 de octubre de 2021    | 3     | 2:22   | Las Vegas, Nevada             | Actuación de la Noche.                           |
| Derrota   | 14-4   | Julian Erosa     | TKO (rodillazo volador)                 | UFC Fight Night: Blaydes vs. Lewis               | 20 de febrero de 2021    | 1     | 0:56   | Las Vegas, Nevada             |                                                  |
| Victoria  | 14-3   | Darren Elkins    | Decisión (unánime)                      | UFC on ESPN: Overeem vs. Harris                  | 16 de mayo de 2020       | 3     | 5:00   | Jacksonville, Florida         |                                                  |
| Derrota   | 13-3   | Herbert Burns    | KO (rodillazo)                          | UFC Fight Night: Blaydes vs. dos Santos          | 25 de enero de 2020      | 1     | 2:43   | Raleigh, Carolina del Norte   |                                                  |
| Victoria  | 13-2   | Viktor Kolesnik  | Decisión (unánime)                      | M-1 Challenge 102                                | 28 de junio de 2019      | 5     | 5:00   | Nur-sultán                    | Defendió el Campeonato de Peso Pluma de M-1.     |
| Victoria  | 12-2   | Andrey Lezhnev   | TKO                                     | M-1 Challenge 100                                | 15 de diciembre de 2018  | 3     | 3:10   | Atirau                        | Defendió el Campeonato de Peso Pluma de M-1.     |
| Victoria  | 11-2   | Khamzat Dalgiev  | TKO (puñetazos)                         | M-1 Challenge 95                                 | 21 de julio de 2018      | 2     | 4:35   | Nazrán                        | Ganó el Campeonato de Peso Pluma de M-1.         |
| Victoria  | 10-2   | Viktor Kolesnik  | Decisión (dividida)                     | M-1 Challenge 85                                 | 10 de noviembre de 2017  | 3     | 5:00   | Moscú                         |                                                  |
| Victoria  | 9-2    | Mijaíl Korobkov  | KO (puñetazo)                           | M-1 Challenge 83                                 | 23 de septiembre de 2017 | 2     | 1:31   | Kazán                         |                                                  |
| Victoria  | 8-2    | Solon Staley     | Decisión (unánime)                      | A&A Fight Time Promotions: November to Remember  | 5 de noviembre de 2016   | 3     | 5:00   | Clarksville, Tennessee        |                                                  |
| Victoria  | 7-2    | Diego Saraiva    | TKO (puñetazos)                         | A&A Fight Time Promotions: A Night of Explosions | 12 de marzo de 2016      | 1     | 4:47   | Clarksville, Tennessee        |                                                  |
| Derrota   | 6-2    | Mark Cherico     | Sumisión (estrangulamiento por detrás)  | GOTC MMA 19                                      | 11 de abril de 2015      | 2     | 1:34   | Cheswick, Pensilvania         | Por el vacante Campeonato de Peso Pluma de GOTC. |
| Victoria  | 6-1    | Anthony Jones    | TKO (puñetazos)                         | State Line Promotions: BMF Invitational 6        | 15 de febrero de 2015    | 2     | 3:03   | Clarksville, Tennessee        |                                                  |
| Victoria  | 5-1    | Justin Steave    | Decisión (unánime)                      | GOTC MMA 15                                      | 24 de enero de 2015      | 3     | 5:00   | Williamsport, Pensilvania     |                                                  |
| Victoria  | 4-1    | Adam Townsend    | Decisión (dividida)                     | 3FC 20                                           | 1 de febrero de 2014     | 5     | 5:00   | Pigeon Forge, Tennessee       | Ganó el vacante Campeonato de Peso Pluma de 3FC. |
| Victoria  | 3-1    | Keith Richardson | KO (puñetazo)                           | XFC 26                                           | 18 de octubre de 2013    | 1     | 4:43   | Nashville, Tennessee          |                                                  |
| Derrota   | 2-1    | D'Juan Owens     | Decisión (unánime)                      | XFC 22                                           | 22 de febrero de 2013    | 3     | 5:00   | Charlotte, Carolina del Norte |                                                  |
| Victoria  | 2-0    | Chris Wright     | TKO (puñetazos)                         | XFC 20                                           | 28 de septiembre de 2012 | 2     | 3:56   | Knoxville, Tennessee          |                                                  |
| Victoria  | 1-0    | Billy Mullins    | KO (puñetazos)                          | XFC 18                                           | 22 de junio de 2012      | 2     | 1:21   | Nashville, Tennessee          | Debut en el peso pluma.                          |